# Marie Morisawa
Marie Morisawa (Toledo, 2 november 1919 – 10 juni 1994) was een Amerikaans geomorfoloog, die vooral onderzoek naar meanders deed.

## Biografie
Morisawa studeerde in 1941 af in de wiskunde aan het Hunter College. Later behaalde Morisawa een master in theologie om vervolgens, in 1952, een master te behalen in de geologie aan de Universiteit van Wyoming. In 1960 behaalde ze haar doctorstitel aan Columbia-universiteit.
Morisawa gaf tussen 1955 en 1959 les aan het Bryn Mawr College in Pennsylvania. Daarnaast schreef ze acht boeken over rivierverloop en meanders.
Sinds 2009 reikt de Geological Society of America de Marie Morisawa Award uit aan een vrouwelijke doctorandus in de geomorfologie.
Marie Morisawa kwam in 1994 om het leven in een auto-ongeval.